# Samuel del Campo
Samuel del Campo Candia (Linares, 23 de mayo de 1882-París, 1960) fue un diplomático chileno nombrado póstumamente como Justo entre las Naciones por la Yad Vashem en 2016; esto ante la solicitud del rabino e historiador Efraim Zadoff. La trayectoria profesional y humana de Del Campo fue investigada a partir de 2013 por el diplomático de carrera Jorge Eduardo Schindler del Solar, quien reconstruyó los sucesos que rodearon su labor en favor de refugiados polacos, en gran parte de origen hebreo, en base a documentación inédita del Archivo Histórico General del Ministerio de Relaciones de Chile. Su contenido fue publicado en el libro La Diplomacia Más Allá del Deber. La Inédita Historia de Samuel del Campo. Chile y el Holocausto de Editorial Ril, 2020. Asimismo, la obra ha sido traducida y publicada en Polonia y en Rumania, respectivamente.  
Entre 1941 y 1943 (año en que Chile se unió a los Aliados) se desempeñó como cónsul en Bucarest, encargado de negocios entre Chile y Rumania. De igual manera, durante este periodo ayudó a título personal a cientos de judíos que acudían a él, en especial a los procedentes de Chernowitz. Se le acredita haber salvado 1200 vidas judías al emitir pasaportes chilenos en su favor.

## Biografía
Samuel del Campo fue designado, en mayo de 1941, Cónsul General como nuevo Encargado de Negocios de Chile en Rumania. En ese momento, Rumania era una dictadura dirigida por Ion Antonescu y aliada con las potencias del Eje, y Rumania tomó parte activa en el Holocausto. Como no había representación diplomática oficial de Polonia en Rumania, la representación de los ciudadanos polacos se transfirió a Chile, que seguía siendo un país neutral durante la guerra.
Contraviniendo instrucciones del gobierno chileno, Del Campo comenzó a emitir pasaportes chilenos y salvoconductos a judíos polacos, salvándolos de la deportación a los campos de trabajo forzado y de concentración de la región de Transnistria. Intercedió repetidamente ante el gobierno rumano para que salvara a aquellos a quienes les había emitido documentos y, según la historiadora rumana Anca Tudorancea, "las actas del Consejo de Ministros rumano muestran que Samuel del Campo se convirtió en una molestia al más alto nivel". Yad Vashem estima que Del Campo rescató aproximadamente a 1 200 judíos dándoles pasaportes, a pesar de la política oficial de no injerencia del gobierno chileno. En la primavera de 1943, se rompieron las relaciones diplomáticas entre Rumania y Chile. Posteriormente, Del Campo fue designado cónsul general en Zúrich, cargo que nunca pudo asumir, dado que Suiza no le brindó el exequátur correspondiente. En estas circunstancias, el gobierno chileno procedió a declarar vacante su cargo. Samuel del Campo nunca regresó a Chile y murió en París, Francia, en algún momento de 1960.
Fue reconocido por Yad Vashem como Justo entre las Naciones el 23 de noviembre de 2016, 56 años después de su muerte. En 2021, la embajada de Chile en Bucarest inauguró una placa en memoria de Del Campo frente a la Gran Sinagoga de Bucarest.En enero de 2023, con motivo de conmemorarse el Día Internacional de Recuerdo del Holocausto, la entonces Ministra de Relaciones Exteriores, Antonia Urrejola, inauguró una placa en memoria de Del Campo en el edificio de la Cancillería chilena.